# Podoscirtodes contiguus
Podoscirtodes contiguus är en insektsart som först beskrevs av Walker, F. 1869.  Podoscirtodes contiguus ingår i släktet Podoscirtodes och familjen syrsor. Inga underarter finns listade i Catalogue of Life.